# Максимилијан Баће
Максимилијан Баће — Милић, Макс (Пакоштане, код Задра, 12. октобар 1914 — Сплит, 4. децембар 2005) био је учесник Шпанског грађанског рата и Народноослободилачке борбе, друштвено-политички радник и амбасадор СФРЈ и народни херој Југославије.

## Биографија
Још као ученик класичне гимназије у Сплиту, преко старијег брата Метеа, приступио је револуционарном омладинском покрету и истакао се у многим политичким акцијама које је организовала Комунистичка партија Југославије (КПЈ), а 1932. године је постао и њен члан.
На Загребачком свеучилишту је студирао филозофију. Због политичке активности, био је под присмотром полиције, а 1935. године ухапшен је и на основу Закона о заштити државе осуђен на годину дана затвора. После изласка из затвора, Макс је наставио политичку активност. Године 1936. године, када је отпочео грађански рат у Шпанији, он се међу првима пријавио за одлазак у Шпанију.
После дипломирања, 1937. године, отишао је у Шпанију и остао све време грађанског рата, борећи се на разним фронтовима у редовима Интернационалних бригада. После грађанског рата, с осталим припадницима Интернационалних бригада, прешао је на територију Француске и био интерниран у концентрациони логор, одакле је 1940. године побегао и илегално се пребацио у Југославију.

### Народноослободилачка борба
Доласком у Сплит, одмах се укључио у партијски рад. По задатку Комунистичке партије, организовао је разне акције против режима и активно је радио у Покрајинском комитету КП Хрватске за Далмацију. После окупације Краљевине Југославије Макс је био један од организатора Народноослободилачке борбе у Далмацији. За време формирања првог Мосорског партизанског вода, 1941. године, био је тешко рањен и илегално упућен у Сплит на лечење. Чим је оздравио, укључио се у организиовање партизанских јединица у Далмацији.
Априла 1942. године, када је формиран Штаб Четврте оперативне зоне Главног штаба НОВ и ПО Хрватске, постављен је за оперативног официра Штаба, а у фебруару 1943. године за команданта Групе партизанских одреда Далмације; на тој дужности остаје до почетка августа исте године, када је преузео дужност политичког комесара Оперативног штаба за Далмацију. Приликом формирања Осмог далматинског ударног корпуса, 7. октобра 1943. године, преузео је дужност начелника Штаба, а у јануару 1944. године командовао је снагама НОВЈ за одбрану луке Вис.
Био је један од потписника Споразума о предаји италијанске дивизије „Бергамо“, у Сплиту, 12. септембра 1943. године. Као представник Осмог далматинског корпуса, неколико пута је путовао у Италију, због договора и сарадње са савезничким јединицама. Приликом формирања Одељења за заштиту народа (ОЗН), августа 1944. године, постављен је за начелника Првог одсека, који се бавио радом у иностранству и на окупираној територији.

### Послератни период
После ослобођења Југославије, обављао је низ високих државних дужности: био је један од руководилаца Управе државне безбедности (УДБ), министар поморства у Савезној влади, од 1951. до 1952, амбасадор у Јапану, до 1954. године, а од 1955. посланик у Шведској. На Петом заседању Генералне скупштине Организације уједињених нација (1950—1951) био је члан делегације ФНР Југославије.
Био је председник Одбора Савезне народне скупштине, потпредседник Сабора Народне Републике Хрватске, 1969. године и члан Централног комитета СК Хрватске. Имао је чин резервног генерал-пуковника ЈНА.
После 1971. године и учешћа у Хрватском прољећу, пензионисан је и искључен из Савеза комуниста Југославије. Године 2003. у својој 89.-ој години објавио је књигу „Апсурди Карла Маркса“. Умро је 4. децембра 2005. године у Сплиту. Сахрањен је на гробљу Мирогој у Загребу.
Носилац је Партизанске споменице 1941. и других југословенских одликовања, међу којима су — Орден партизанске звезде са златним венцем, Орден братства и јединства са златним венцем и Орден за храброст. Орденом народног хероја одликован је 24. јула 1953. године.